# 슈퍼배드 (2007년 영화)
슈퍼배드(영어: Superbad)는 2007년 개봉한 미국의 10대 코미디 영화이다. 그레그 머톨라가 감독했고 주연 배우는 조나 힐과 마이클 세라이다. 세스 로건과 에번 골드버그 콤비가 각본과 제작을 맡았는데, 둘이 13세 때 처음 쓴 것이다. 그들은 1990년대 포인트 그레이 고등학교 재학중 경험을 토대로 각본을 만들었다.

## 출연
- 조나 힐 - 세스
- 마이클 세라 - 에번
- 크리스토퍼 민츠플라스 - 포글
- 빌 헤이더 - 슬레이터
- 세스 로건 - 마이클스
- 마사 맥아이작 - 베카
- 에마 스톤 - 줄스